# Denkmal für die erste Homosexuelle Emanzipationsbewegung

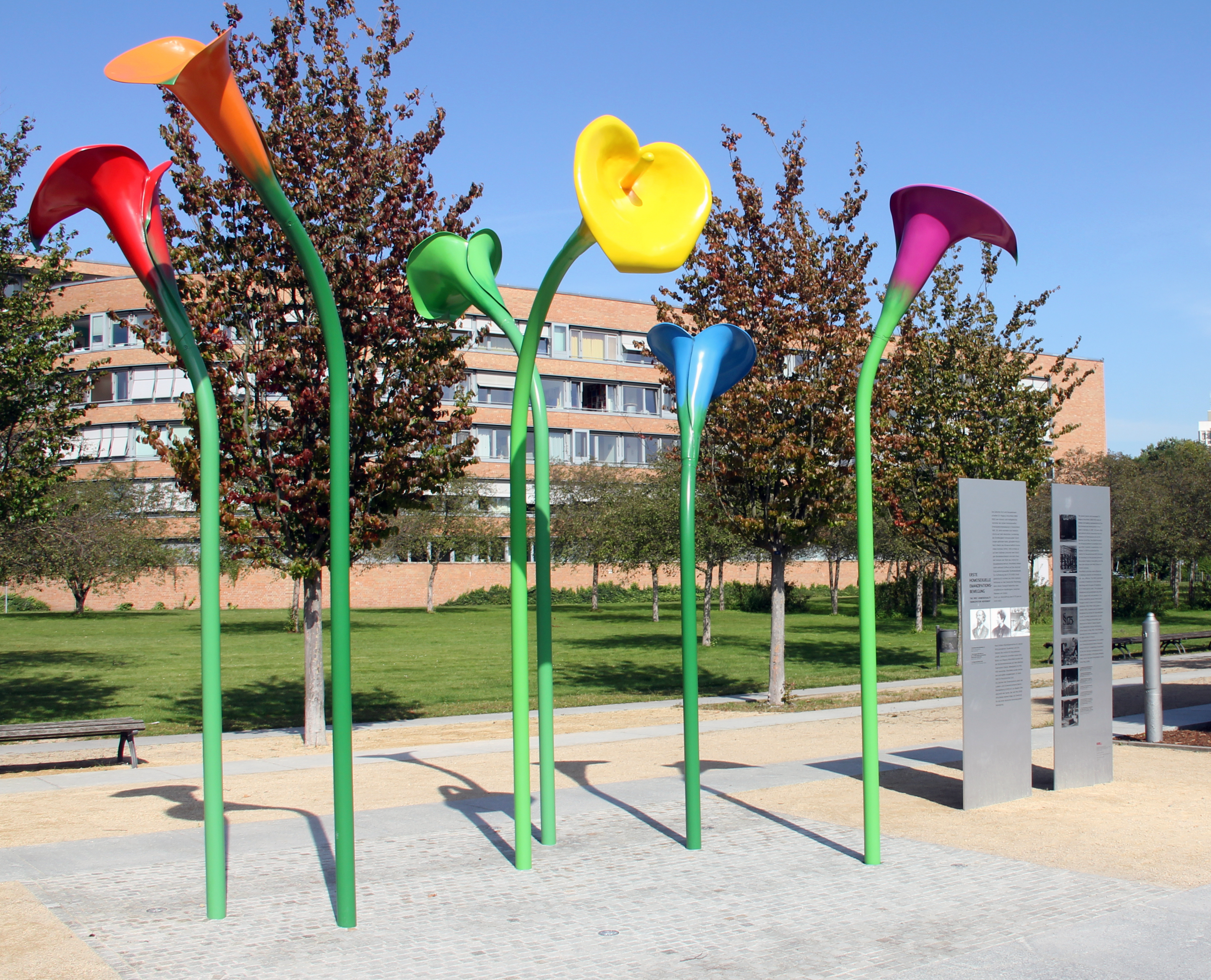
Denkmal für die erste Homosexuelle Emanzipationsbewegung

Das Denkmal für die erste Homosexuelle Emanzipationsbewegung befindet sich am Magnus-Hirschfeld-Ufer zwischen Luther- und Moltkebrücke in Berlin-Mitte. Es erinnert an die homosexuelle Verfolgungs- und Emanzipationsgeschichte und wurde am 7. September 2017 vom Lesben- und Schwulenverband Berlin-Brandenburg (LSVD) eingeweiht.
Es besteht aus sechs verschiedenfarbigen Calla-Lilien, die Blüten sollen die sexuelle Vielfalt und Selbstbestimmung symbolisieren. Die vier Meter hohe Stahlkonstruktion wurde von Kunstschaffenden der Universität der Künste Berlin (UdK) entworfen. Die Installation ist in der Nähe des ehemaligen Standorts der weltweit ersten Einrichtung für Sexualforschung, des Instituts für Sexualwissenschaft, die der Arzt Magnus Hirschfeld im Jahre 1919 eröffnete.

## Standort und Geschichte

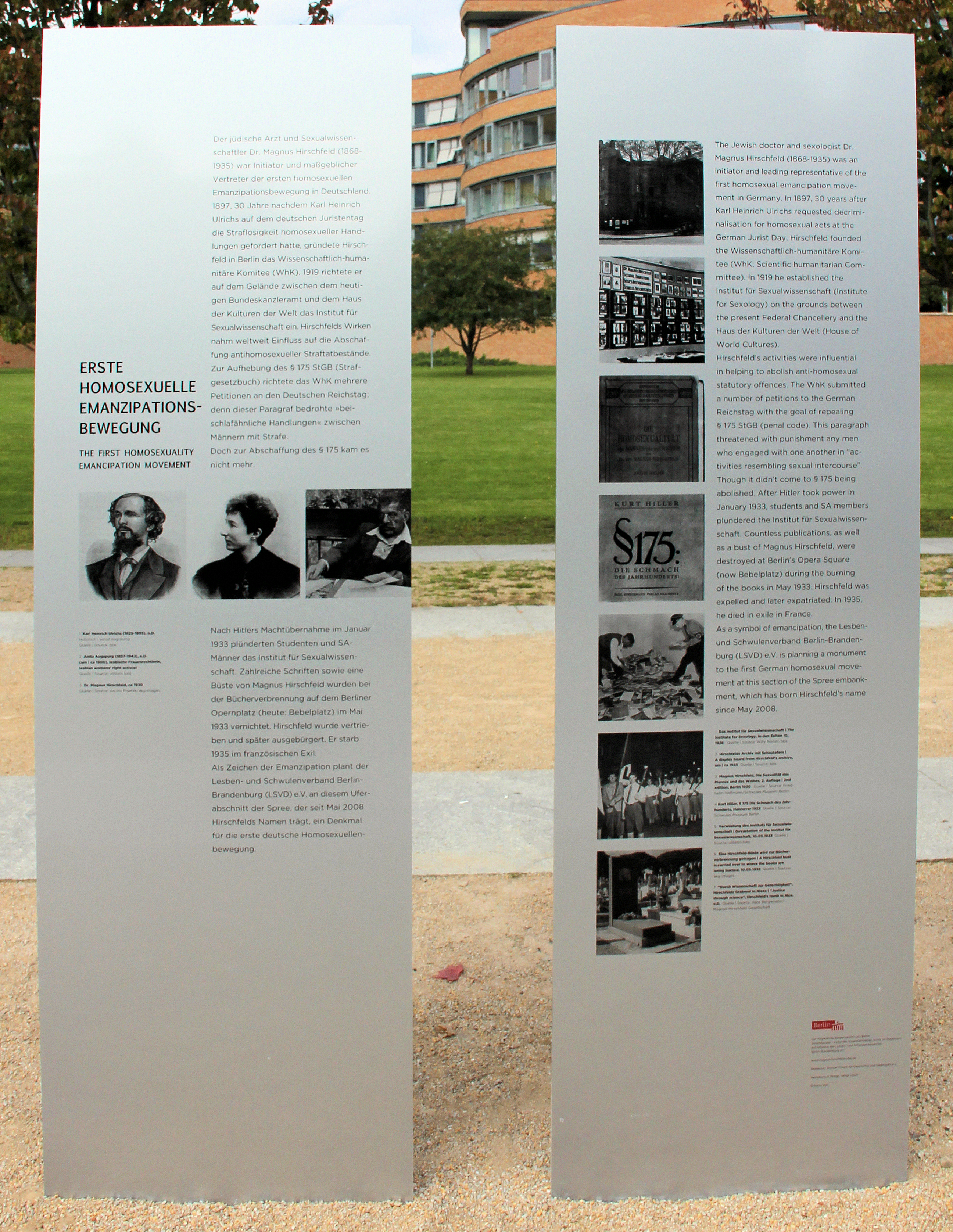
Gedenktafeln mit Informationen zur ersten homosexuellen Emanzipationsbewegung

Mit Beginn der ersten homosexuellen Emanzipationsbewegung im Jahr 1897 wurde in Berlin das Wissenschaftlich-humanitäre Komitee (WhK) gegründet. Der jüdische Arzt und Sexualwissenschaftler Magnus Hirschfeld war Initiator der weltweit ersten Organisation, die sich für die Abschaffung von Straftatbeständen einsetzte, die sich gegen Homosexuelle richteten. Zwischen dem heutigen Bundeskanzleramt und dem Haus der Kulturen der Welt errichtete er 1919 das Institut für Sexualwissenschaft. Nach der Machtübernahme der Nationalsozialisten wurde das Institut für Sexualwissenschaft am 6. Mai 1933 mehrfach geplündert und der Fortbestand ab dem 18. November, aufgrund der Enteignung Hirschfelds, nicht mehr möglich. Die Gestapo beschlagnahmte das gesamte Vermögen der „Dr. Magnus-Hirschfeld-Stiftung“.
Die Umbenennung des Uferabschnitts an der Spree zwischen Luther- und Moltkebrücke gegenüber dem Bundeskanzleramt nach Magnus Hirschfeld erfolgte am 6. Mai 2008. Am 2. September 2011 wurden am Magnus-Hirschfeld-Ufer zwei Gedenktafeln, die an die erste homosexuelle Emanzipationsbewegung erinnern, eingeweiht.

## Gestaltung
Der Entwurf der mehr als vier Meter hohen Installation, die aus sechs Blüten der Calla-Lilien in den farblichen Abstufungen des Regenbogens besteht, wurde vom Lesben- und Schwulenverband Berlin-Brandenburg mit Unterstützung der Universität der Künste Berlin realisiert. Eine Fachjury wählte im November 2015 aus fünf Entwürfen einer internationalen Arbeitsgruppe aus Kunst, Architektur und Design den Siegerentwurf.
Die symbolische Bedeutung der Calla-Lilie steht für die Forschung von Magnus Hirschfeld und soll auf das vielfältige Verständnis menschlicher Sexualität anspielen. Die Calla-Lillie besitzt weibliche und männliche Blüten auf einer Pflanze.
Die Installation der etwa zehnfach vergrößerten Blumen ist in variierendem Abstand auf einer Fläche von ca. 350 × 550 cm angeordnet, sodass Passanten sich zwischen ihnen bewegen können. Die Farben heben sich von der Umgebung ab und sind weithin sichtbar. Die Gruppendynamik der Installation steht für den Symbolcharakter einer Emanzipationsbewegung, in der sich eine Gruppe von Menschen für ein gemeinsames Ziel einsetze und dafür kämpfte.

## Gegenwart
Beide Gedenktafeln, die am Magnus-Hirschfeld-Ufer aufgestellt sind, wurden seit der Aufstellung mehrfach beschädigt.